# ديجيتال مانيا
ديجيتال مانيا هي أول استوديو مستقل لألعاب الفيديو في تونس. تأسست في عام 2012 من قبل وليد سلطان ميداني، الرئيس التنفيذي الحالي، ديجيتال مانيا متخصصة في تطوير الألعاب متعددة المنصات (فيسبوك، آي أو إس، أندرويد .. الخ).

## ألعاب
- Defendoor (2012)
- Tunis 2050 (2013)
- Malla J3ala (2014)
- Slap Mosquitoes (2014)
- Boga Bubbles (2014)
- Funky Shooter (2015)[3]
- Beat The Beats (2015)[4][5]

## الجوائز
- جائزة قطاع الإعلام وتكنولوجيا الاتصالات والمعلومات من المبادرة المغاربية لبعث المشاريع (2012)[6]
- أفضل أداء مؤسسة ناشئة من مايكروسوفت (2012)[7]
- الشركة الناشئة المختارة بواسطة Europe4Startups (2013)[8]
- ممثل بيانات الخدمات المكملة غير المركبة (USSD): القمة العالمية لريادة الأعمال، كوالالمبور (2013)
- أفضل انطلاقة من برنامج PITME (2014)[9]
- الفائز بكأس الأعمال الإبداعية تونس (2015)[10]

## روابط خارجية
- الموقع الرسمي